# Wämund Larsson
Lars Olof Wämund Larsson, född 14 juni 1924 i Västra Vemmenhög, Malmöhus län, död 9 januari 1990 i Bengtsfors, Älvsborgs län, var en svensk skulptör, målare och lektor. 
Han var son till Ola Larsson och Amanda Wifvensson. Bror till Wive Larsson. Efter avlagd studentexamen 1944 och teckningslärarexamen vid Teckningslärarinstitutet i Stockholm 1956 studerade han skulptur för Robert Nilsson vid Högre konstindustriella skolan i Stockholm. Tillsammans med Kjell Ritzing ställde han ut i Eskilstuna 1953 och han medverkade i samlingsutställningar sedan 1950 i Skånes konstförening och i Sörmlandskonstnärernas vandringsutställningar. Han var huvudsakligen verksam som skulptör och modellerade fram figurer och porträttstudier i gips, trä och sten. Hans keramikföremål signerades Wämund.
Wämund Larsson är gravsatt i minneslunden på Ärtemarks kyrkogård.